# Османски дуг
Османски дуг је спољни дуг који је вековима био инструмент за дипломатски притисак европских снага на Османско царство, а потом и на Турску.
Процес финансијског заробљавања Османског царства из Велике Британије, Француске и других земаља почео је током Кримског рата. Први екстерни (војни) кредит је примљен од стране Уједињеног Краљевства 1854. године.  Без средстава за отплату дуга, Османско царство је након ослобођења Бугарске најавило да ће у наредних 5 година платити само половину доспјелих износа за сервисирање тог дуга, договорених годишњих плаћања. Заиста, Османско царство након Берлинског конгреса потпуно је обуставило исплате.
Чак и на Берлинском конгресу, први покушај је био да се успостави финансијска контрола над Отоманским царством, а 1879. године османска држава је званично прогласила стечај. На захтев повјерилаца, у децембру 1881. године, успостављено је Отоманско управљање државним дугом, према којем је прикупљено више отоманских пореза и мита за исплату дуга. Тако је успостављена међународна финансијска контрола над Османским царством, што значи да се de facto претвара у полу-колонијалну државу.
Отоманска отплата дуга је у потпуности завршена од стране Турске (као османски насљедник) након Другог свјетског рата у јуну 1954. 